# Gare de Vitry-le-François
Ne doit pas être confondu avec Gare de Vitry-en-Artois ou Gare de Vitry-sur-Seine.
La gare de Vitry-le-François  est une gare ferroviaire française de la ligne de Noisy-le-Sec à Strasbourg-Ville située sur le territoire de la commune de Vitry-le-François, sous-préfecture du département de la Marne, dans la région Grand Est.

## Situation ferroviaire
Gare de bifurcation, elle est située au point kilométrique (PK) 204,898 de la ligne de Noisy-le-Sec à Strasbourg-Ville, au PK 33,1 de la ligne de Vallentigny à Vitry-le-François, utilisée pour le fret, et enfin au PK 50,466 de la ligne de Fère-Champenoise à Vitry-le-François, déclassée. Son altitude est de 105 m.

## Histoire
Le bâtiment voyageurs de style néoclassique, est typique des gares de la Compagnie du chemin de fer de Paris à Strasbourg ; il correspond au type 5 dans la classification des Chemins de fer de l'Est. Il a vraisemblablement été agrandi fortement au fil des années. De part et d'autre du corps central se trouvent deux ailes comportant respectivement cinq et dix travées (autrefois cinq et sans doute moins lors de sa construction durant les années 1850).
La Compagnie du Paris - Strasbourg, faute de moyens, a réalisé des gares intermédiaires en bois sur la section de Paris à Vitry-le-François de sa ligne vers Strasbourg[réf. nécessaire] ; les bâtiments ont été remplacés dès la décennie suivante par les Chemins de fer de l'Est, pour la plupart, par des gares de type 7 comme celle d'Esbly. Au-delà de Vitry-le-François, les gares ouvertes en même temps que la ligne sont des bâtiments définitifs ; le type 5 y est représenté en abondance.
Les bâtiments de type 5 se caractérisent par une façade recouverte d'enduit, des bandeaux et des pilastres d'angle en pierre de taille ainsi que des percements à linteau droit surmontés d'entablements. Le corps central, surmonté d'une toiture à deux croupes, comporte trois travées et celles du rez-de-chaussée sont surmontées d'arcs en plein cintre ; les ailes, coiffées d'un toit à deux pans, comportaient généralement une ou deux travées à l'origine et étaient symétriques. Les murs latéraux avaient initialement un œil-de-bœuf, pour les ailes basses, ou une petite fenêtre en demi-lune, pour le corps central.

## Fréquentation
Selon les estimations de la SNCF, la fréquentation annuelle de la gare figure dans le tableau ci-dessous,.
| Année                      | 2014    | 2015    | 2016    | 2017    | 2018    | 2019    | 2020    | 2021    | 2022    | 2023    | 2024    |
| -------------------------- | ------- | ------- | ------- | ------- | ------- | ------- | ------- | ------- | ------- | ------- | ------- |
| Voyageurs                  | 236 893 | 242 104 | 222 209 | 232 152 | 191 242 | 198 938 | 110 464 | 143 657 | 193 983 | 241 108 | 243 720 |
| Voyageurs et non voyageurs |         | 302 630 | 277 761 | 290 191 | 239 053 | 248 673 | 126 970 | 165 124 | 222 969 | 277 135 | 280 138 |

## Service des voyageurs

### Desserte
Elle est desservie par des TGV en provenance et à destination de Paris-Est et de Bar-le-Duc, ainsi que par des trains du réseau TER Grand Est (lignes de Saint-Dizier à Châlons-en-Champagne et à Paris-Est, de Châlons-en-Champagne à Nancy, de Reims à Dijon et de Paris-Est à Strasbourg-Ville).

### Intermodalité
La gare est également desservie par des autocars TER Grand Est (ligne de Châlons-en-Champagne à Vitry-le-François).

## Service des marchandises
Cette gare est ouverte au service du fret.